# Àgios Geórgios
Àgios Geórgios (en grec, Άγιος Γεώργιος) és un poblet de Grècia a l'illa de Creta. Pertany a la unitat perifèrica de Lassithi i al municipi i a la unitat municipal de Sitia. L'any 2011 tenia una població de 74 habitants.

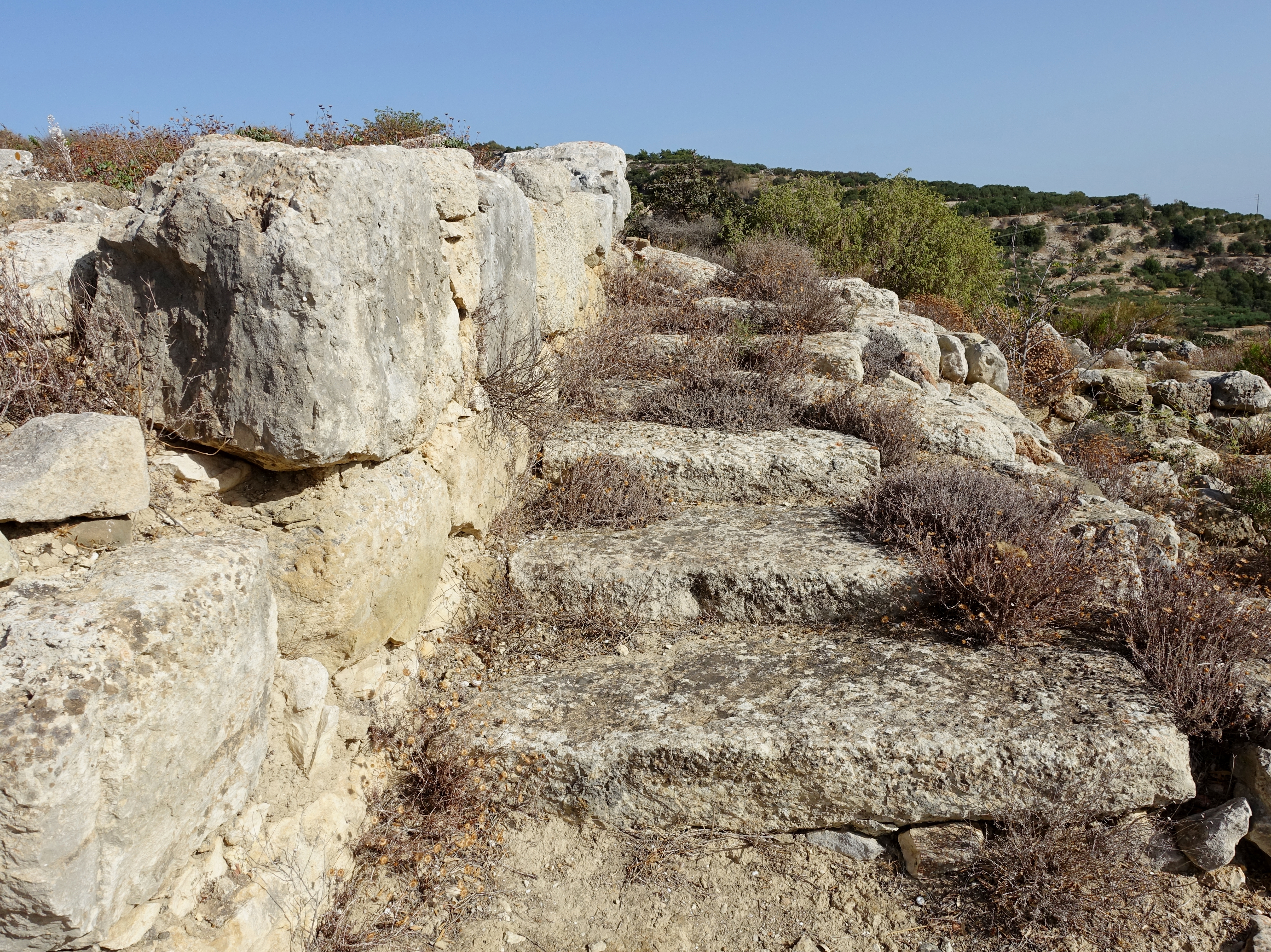
Restes arqueològiques d'Àgios Geórgios

En un turó proper anomenat Profeta Elies s'ha excavat una vila minoica d'uns 700 m², que fou construïda en quatre nivells o terrasses, de les quals la terrassa superior presenta una major qualitat de construcció. En la segona terrassa es fabricaven teixits. En la terrassa inferior es produïa vi. És possible que la funció principal de l'edifici fos l'explotació agrícola de la zona circumdant. Es creu que fou destruïda en el període minoic tardà IA. Les excavacions les dirigí Nikolaos Platon.